# 미와 테츠야
미와 테츠야(三輪 テツヤ 미와 데쓰야[*], 1967년 5월 17일~)는 일본의 록 밴드 스피츠의 기타리스트이다.

## 인물
- 이란성 쌍둥이 누나와, 12세 아래의 남동생이 있다.
- 기혼자이며, 한 자녀를 두고 있다. (성별 미상)
- 매년 바뀌는 개성적인 머리 모양과 선글라스가 트레이트마크. 스피츠 멤버들은 "데쓰야의 머리를 보면 대충 언제적 사진인 줄 안다."고 말한다.

## 연혁
- 출생지는 시즈오카현, 자란 곳은 이바라키현이다.
- 베이스 담당의 다무라 아키히로와는 초등학교 6학년 때 알게 된 소꿉친구이다. 이 때부터 기타를 시작하여, 다무라 외의 다른 한 명과 다무라 밴드를 결성하였다.
- 문화복장학원 졸업. 포크송부에서 드럼을 치는 사키야마 다쓰오와 알게 된다.
- 인디즈 시절에서 몹시 생활이 어려웠고, 썩은 콩나물로 연명하며 영양실조를 앓기도 하였다. 그러나 이것을 계기로 알레르기성 비염이 나았다.
- 2008년 9월 26일자 팬클럽 회보에서, 2006년 폐암 수술을 고백. 현재도 정기적으로 통원 치료를 하며 음악 활동을 이어가고 있다.

## 음악적 영향
- 어렸을 때는 하드 록, 헤비 메탈 팬이었고, 키스의 카피 밴드를 결성하였다.
- 레게를 좋아하기도 하지만, 주로 패션 면에서의 영향이 강해 기타 연주에서의 영향은 보이지 않는다.

## 음악 활동
- 특기는 아르페지오. 인기를 얻기 전까지는 아르페지오에 그다지 자신 있지 않았지만, 로빈슨이 히트한 후부터는 아르페지오에 자신감을 가지게 되었다고 한다. (본인담)
- "달로 돌아간다" (月に帰る), "방울벌레를 기르다" (鈴虫を飼う), "꽃 도둑" (花泥棒), "사신의 곶으로" (死神の岬へ) 등 작곡에 참여하기도 한다. 작곡을 할 때는 본명 三輪 徹也를 쓴다.
- 멤버 중 유난히 눈에 띄는 외모지만, 콘서트 등에서는 그다지 화려한 움직임은 없다.

## 같이 보기
- 스피츠
  - 구사노 마사무네
  - 다무라 아키히로
  - 사키야마 다쓰오